# Jihoafrická republika na Letních olympijských hrách 1992
Jihoafrická republika se účastnila Letní olympiády 1992 ve španělské Barceloně. Zastupovalo ji 93 sportovců (68 mužů a 25 žen) v 19 sportech.

## Medailisté
| Medaile | Jméno                      | Sport    | Soutěž               |
| ------- | -------------------------- | -------- | -------------------- |
| Stříbro | Elana Meyerová             | Atletika | Ženy běh na 10 000 m |
| Stříbro | Wayne Ferreira Piet Norval | Tenis    | Muži čtyřhra         |